# Ordinul benedictin
| Ordinul Benedictin        | Ordinul Benedictin                       |
| ------------------------- | ---------------------------------------- |
|                           |                                          |
| Mănăstirea Montecassino   |                                          |
| Nume oficial              | Ordo Sancti Benedicti                    |
| Nume popular              | Benedictinii                             |
| Fondator                  | Benedict de Nursia, Montecassino, Italia |
| Data înființării          | 529                                      |
| Apartenența               | Biserica Catolică                        |
| Sigla                     | OSB                                      |
| Deviza                    | Ora et labora                            |
| Statut canonic            | Ordin monahal                            |
| Vestimentație             | Îmbrăcăminte monahală neagră             |
| Total membri              | 6.802 în 2020 (3.419 preoți)             |
| Ramura femenină/masculină | Benedictine                              |
| Sit oficial               | http://www.osb.org                       |
| Ordine religioase         |                                          |

Ordinul benedictin (în latină Ordo Sancti Benedicti, acronim OSB) este un ordin călugăresc catolic, care funcționează după regula benedictină redactată în anul 529 de Benedict de Nursia la Monte Cassino.

## Istoric
Ordinul a fost fondat în 529.
Benedictinii sunt uniți în 21 de congregații autonome care formează o confederație cu centrul la Roma. Sub deviza „ora et labora” („roagă-te și muncește!”), benedictinii s-au remarcat prin spiritualitatea lor și printr-o intensă activitate în domeniul social (agricultură și construcții), în domeniul cultural (prin copierea de manuscrise și formarea de biblioteci), în domeniul teologic (îndeosebi la liturghie) și în cel misionar.
Una din cele mai importante instituții benedictine de învățământ superior a fost Universitatea din Salzburg, înființată în anul 1622.
În anul 1888 a fost înființată la Roma academia de științe liturgice Pontificio Ateneo Sant'Anselmo, care funcționează în cadrul mănăstirii benedictine Sant'Anselmo all'Aventino.

## Mănăstiri renumite
- Mănăstirea Cluj-Mănăștur,

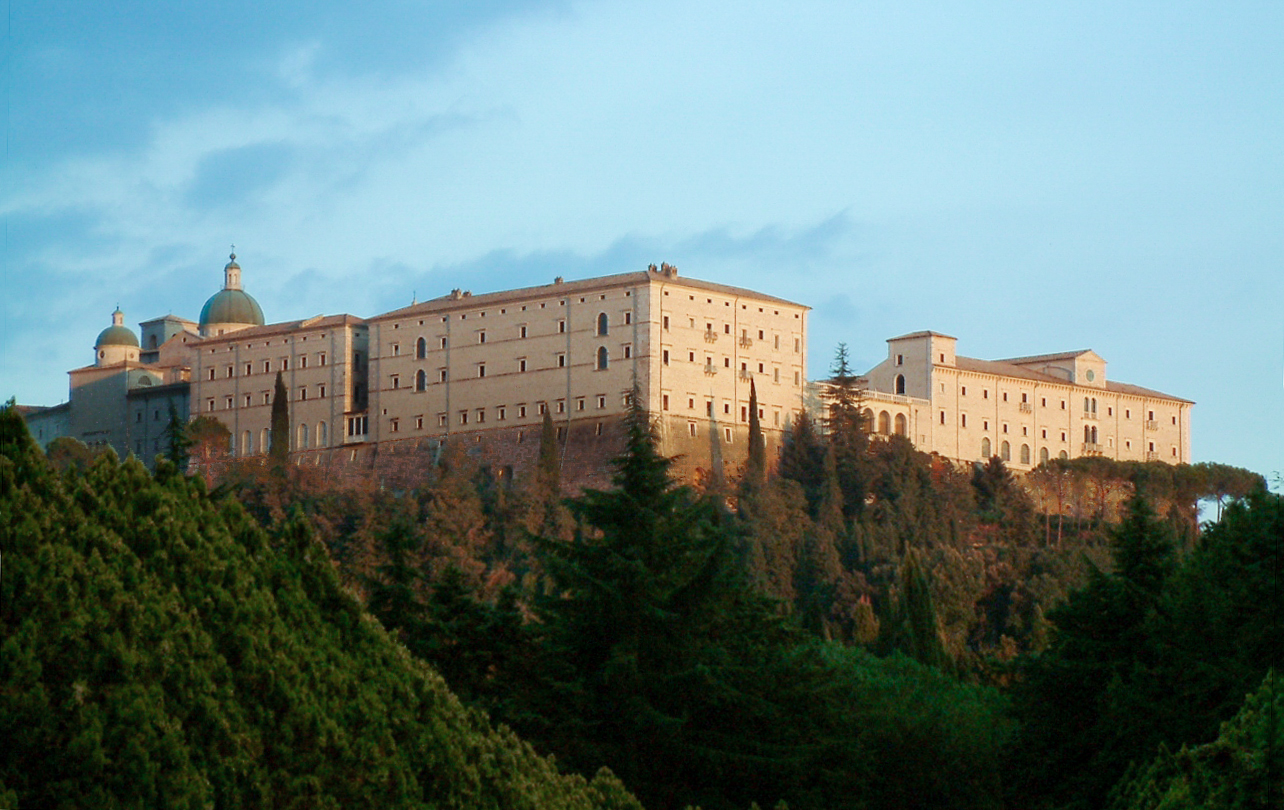
Mănăstirea Montecassino - Italia

- Biserica din Herina, județul Bistrița-Năsăud,
- Mănăstirea Melk (Austria),
- Mănăstirea Pannonhalma (Ungaria),
- Mănăstirea Montserrat (Catalonia, Spania),
- Mănăstirea San Juan de la Peña (Spania),
- Mănăstirea San Salvador de Leyre (Navarra, Spania),
- Abația Fleury (Franța),
- Mănăstirea St. Gallen (Elveția),
- Mănăstirea Beuron (Germania),
- Mănăstirea Monte Cassino (Italia).
- Abația Tihany (Ungaria)

## Personalități
- Anselm de Canterbury (circa 1033-1109), filosof, întemeietor al scolasticii,
- Beda Venerabilul (673-735), teolog și istoric,
- Raymund Netzhammer (1862-1945), arhiepiscop de București,
- Jan Verkade (1868-1946), pictor.